# Liste der denkmalgeschützten Objekte in Lasberg
Die Liste der denkmalgeschützten Objekte in Lasberg enthält die 10 denkmalgeschützten, unbeweglichen Objekte in Lasberg.

## Denkmäler
| Foto |                 | Denkmal                                                                | Standort                                    | Beschreibung | Metadaten |
| ---- | --------------- | ---------------------------------------------------------------------- | ------------------------------------------- | --- | --- |
| ja   | Datei hochladen | Flur-/Wegkapelle HERIS-ID: 24416 Objekt-ID: 20804                      | bei Dornachweg 3 Standort KG: Lasberg       | Nischenkapelle aus der Zeit um 1710 mit einer Jesusfigur. Das Figurenoriginal aus dem Jahr 1710 befindet sich im Altenheim von Lasberg, das Objekt in der 1956 errichteten Nischenkapelle ist eine Kopie. | BDA-Hist.: Q37884425 Status: § 2a Stand der BDA-Liste: 2025-06-30 Name: Flur-/Wegkapelle GstNr.: 3590/4                                  |
| BW   | Datei hochladen | Bildstock HERIS-ID: 24776 Objekt-ID: 21182                             | östlich Edlau 19 Standort KG: Lasberg       | | BDA-Hist.: Q124812185 Status: § 2a Stand der BDA-Liste: 2025-06-30 Name: Bildstock GstNr.: 3691                                          |
| ja   | Datei hochladen | Figurenbildstock Hl. Johannes Nepomuk HERIS-ID: 24775 Objekt-ID: 21181 | bei Markt 7 Standort KG: Lasberg            | Aus dem Jahr 1733. Steht westlich, außerhalb des Friedhofs | BDA-Hist.: Q37887349 Status: § 2a Stand der BDA-Liste: 2025-06-30 Name: Figurenbildstock Hl. Johannes Nepomuk GstNr.: .28                |
| ja   | Datei hochladen | Friedhof christlich HERIS-ID: 24769 Objekt-ID: 21175                   | bei Markt 7 Standort KG: Lasberg            | Das Rundbogentor im Nordosten führt in den von einer Mauer umgebenen Friedhof. Teilweise bemerkenswerte Gräber aus dem 19. Jahrhundert. | BDA-Hist.: Q37887306 Status: § 2a Stand der BDA-Liste: 2025-06-30 Name: Friedhof christlich GstNr.: .28                                  |
| ja   | Datei hochladen | Kath. Pfarrkirche hl. Veit/Vitus HERIS-ID: 22354 Objekt-ID: 18685      | bei Markt 7 Standort KG: Lasberg            | Um 1400 von romanisch auf spätgotisch umgebaut. Das zweischiffige, vierjochige Langhaus trägt ein Netzrippengewölbe. Der Chor ist zweijochig und hat ein Kreuzrippengewölbe. Die Einrichtung ist großteils neogotisch, der Hochaltar wurde 1877 errichtet. | BDA-Hist.: Q37869045 Status: § 2a Stand der BDA-Liste: 2025-06-30 Name: Kath. Pfarrkirche hl. Veit/Vitus GstNr.: .28 Pfarrkirche Lasberg |
| ja   | Datei hochladen | Pranger HERIS-ID: 24772 Objekt-ID: 21178                               | bei Markt 12 Standort KG: Lasberg           | Der Pranger stammt aus dem 17. Jahrhundert und wurde 1839 wieder aufgestellt. Am Pranger sind Wappenschilde und er wird durch eine Kugel bekrönt. | BDA-Hist.: Q37887319 Status: § 2a Stand der BDA-Liste: 2025-06-30 Name: Pranger GstNr.: 3590/1                                           |
| ja   | Datei hochladen | Pfarrhof HERIS-ID: 24767 Objekt-ID: 21173                              | Markt 17 Standort KG: Lasberg               | Der Pfarrhof steht nordwestlich der Kirche und war ehemals eine Burg, somit von Gräben und Wällen umgeben. Das heute zweigeschoßige Haus wurde Ende des 17. Jahrhunderts errichtet und hat im Inneren Stichkappentonnen, Kreuzgratgewölbe und Tonnengewölbe. | BDA-Hist.: Q37887289 Status: § 2a Stand der BDA-Liste: 2025-06-30 Name: Pfarrhof GstNr.: .29                                             |
| ja   | Datei hochladen | Bürgerhaus HERIS-ID: 24766 Objekt-ID: 21172                            | Markt 23 Standort KG: Lasberg               | Ein Haus mit spätbarocker Fassade mit Bauteilen aus dem 16. Jahrhundert. Seitlich ist ein Haussegensbild und zeigt die Dreifaltigkeit. Im Garten ist ein Brunnen mit der Jahreszahl 1870. Im Inneren Stichkappentonnen und Holzdecken mit Rüstbäumen. | BDA-Hist.: Q37887271 Status: Bescheid Stand der BDA-Liste: 2025-06-30 Name: Bürgerhaus GstNr.: .36                                       |
| ja   | Datei hochladen | Burgruine Dornach HERIS-ID: 22356 Objekt-ID: 18687                     | Siegelsdorf 16, 24 Standort KG: Lasberg     | Die Hauptburg hatte eine Fläche von 566 Quadratmeter. Der kleine, heute erhaltene Teil der Burg war der wichtigste Adelssitz im Feistritztal. Der Burgfried mit seinen 20 Metern Höhe ragt heraus und bietet einen weiten Überblick über die Umgebung. Die Ringmauer mit einem viereckigen Torturm dürfte um 1400 erbaut worden sein. Im 15. Jahrhundert wurde die Anlage erweitert, bevor sie verfiel. | BDA-Hist.: Q1015269 Status: Bescheid Stand der BDA-Liste: 2025-06-30 Name: Burgruine Dornach GstNr.: .91, .92                            |
| ja   | Datei hochladen | Bildstock HERIS-ID: 24777 Objekt-ID: 21183                             | bei Lindenfeld 30 Standort KG: Steinböckhof | Blechbilder mit den Heiligen Franz von Assisi, Florian und Notburga aus dem 16./17. Jahrhundert. | BDA-Hist.: Q37887383 Status: § 2a Stand der BDA-Liste: 2025-06-30 Name: Bildstock GstNr.: 592/6                                          |